# Never Let You Go
Never Let You Go (с англ. — «Никогда не позволю тебе уйти») — песня, написанная композитором Александром Луневым (англ. текст К. Кавалеряна), исполненная российским певцом Димой Биланом в 2006 году на Конкурсе «Евровидение 2006». Певец представлял Россию и занял 2-е место. Певец стал обладателем «Золотой Матрёшки» в номинации «Лучшая композиция» с песней — «Never Let You Go».

## Выступление на Евровидении
На представлении песни в Афинах Дима Билан был одет в белую майку с числом, представляющим его порядковый номер в показе конкурса — 13 и 10 в полуфинале и финале соответственно. Танцевальный номер для песни Билана исполняли две балерины, танцующие на заднем плане, и белое фортепиано, покрытое лепестками красной розы, от которых подобная призраку женская фигура появлялась во время исполнения песни.
Билан получил 248 очков и занял 2-е место. На тот момент это был лучший результат России на Евровидении, до этого подобного результата достигала только певица Алсу, представлявшая Россию в 2000 году в конкурсе, и занявшая также второе место, но только с 155 очками. При этом начиная со введения полуфинала в 2004 году, больше стран участвует и голосует в конкурсе, таким образом увеличивая возможное количество очков, которое песня может получить: в 2006 году было 38 участвующих в голосовании наций (Сербия и Черногория вышла из участия в исполнении, но всё ещё голосовала), в противоположность 24 в 2000 году. Однако Алсу получила 53,8 % максимальных возможных пунктов от 24 стран в 2000, в то время как финальный результат Димы Билана в 2006 приравнивается к 54,4 % максимального возможного счёта при 38 голосующих странах.

## Список композиций альбома
1. Never Let You Go — 3:12
2. Never Let You Go (Radio Remix) — 3:57
3. Never Let You Go (Club Mix) — 4:07
4. Lady Flame — 3:15

Также русские версии песен:
1. Так устроен этот мир (Русская версия Never Let You Go) (из альбома «Время-река») — 3:07

## Чарты
| чарты                 | позиция |
| --------------------- | ------- |
| Russian Airplay Chart | 3       |
| Moscow Airplay Chart  | 8       |
| Latvia Airplay Chart  | 21      |